# Jenny BK
Jenny Bollklubb, var en fotbollsklubb från Jenny, Västervik, som existerade 1935–1988 när en sammanslagning med VAIS skedde. Man bildade tillsammans Västerviks FF.

## Historia
Jenny Bollklubb grundades den 18 november 1935 i Jenny, som på denna tid var en järnvägsknut. Orten låg så tät in till Västervik att den lilla landsorten idag är ihop växt med staden och är numera endast ett villaområde.
När klubben bildades var det fotboll som gällde, men redan året därpå började man också spela bandy. Sommaren 1936 spelade Jenny i Tjust pokalserie, en lokalt arrangerad serie. Säsongen 1938/39 vann Jenny serien och anmälde sig därefter som medlem i Smålands Fotbollsförbund.
Andra världskriget orsakade stora problem i klubben och verksamheten upphörde totalt 1940. Först 1949 återuppstod klubben igen och kom till spel i Div.2 Västerviksgruppen 1950/51. En ny ansökan om medlemskap i Riksidrottsförbundet sker den 14 november 1949. Från och med då spelade Jenny i organiserat serie-spel i fotboll i 37 säsonger i följd i Smålands Fotbollsförbund.
Resultaten genom åren kan beskrivas som att Jenny var ett topplag åren i Div.5 och ett bottenlag åren i Div.4, förutom klubbens allra sista säsong, då Jenny placerade sig 3:a i Div.4 (1987), med bland andra Benno Magnusson i laget.

## Spelplan
Idrottsplatsfrågan var ett stort problem för Jenny och efter förhandlingar med kommunen startades ett intensivt ideellt arbete bland klubbmedlemmarna på Ljungheden. Samtidigt skulle staden bygga motorstadion för Västervik Speedway i anslutning på Ljungheden. Den 19 juni 1953 var Ljunghedens fotbollsplan färdig för invigning och detta innebar att klubben fick en egen fotbollsplan, som utvidgades 1961 med en träningsplan av grus. Detta var nödvändigt då Jenny hade många lag i spel med en stor ungdomssektion. Flera av Jennys ungdomslag spelade även sina matcher ute vid Gertrudsvik i norra delen av Västervik. 
När speedwaybanan byggdes om gjorde man kurvorna kortare, vilket i sin tur ledde till att fotbollsplanen försvann. Detta gjorde att Jenny var tvungna att hitta en ny hemmaplan, vilket blev Bökensved i centrala Västervik.